# Islas Matthew y Hunter
Las islas Matthew y Hunter son un grupo de dos islas volcánicas deshabitadas que en conjunto poseen 1,3 km² y que son reclamadas por Francia como parte de Nueva Caledonia y ubicadas a 300 km al este de esta última. A pesar de ser administrada por Francia, Vanuatu las considera parte de la provincia de Tafea.

## Geografía
La isla Matthew de 0.7 km² se encuentra a 350 km al sureste de Aneityum; son dos islotes descubiertos en 1788. Uno de los islotes hizo erupción en la década de 1940, triplicando el tamaño del islote en 1950.
Hunter es la isla más suroriental del archipiélago y es un islote descubierto en 1798 y tuvo una erupción de lava en 1895.

## Historia
Pequeñas, áridas, sin agua fresca y de difícil acceso, las islas no tenían ningún interés para Gran Bretaña o Francia durante su colonización del Pacífico en el curso de los siglos xviii y xix. Francia se anexionó oficialmente ambas islas en 1929. En 1965, el Reino Unido también afirmó que reclamaba las dos islas, como parte de las Nuevas Hébridas. Francia llevó a cabo una ocupación simbólica en 1975. En 1980, con su independencia, Vanuatu las reclamó para su soberanía, pero no hizo ocupación de las islas. En 1979, Météo-France creó una estación meteorológica automática en una de las islas, y la Marina Francesa visita con regularidad a ambas islas.